# ستيف بنجامين
ستيف بنجامين (بالإنجليزية: Steve Benjamin)‏ هو متسابق يخت أمريكي، ولد في 29 سبتمبر 1955 في غلين كوف في الولايات المتحدة.

## وصلات خارجية
- ستيف بنجامين على موقع أوليمبيديا (الإنجليزية)